# Козачанський парк
Козача́нський парк — парк-пам'ятка садово-паркового мистецтва загальнодержавного значення Україні. Розташований у селі Козацьке Звенигородського району Черкаської області. 
Площа 51 га. Охоронний режим встановлено як об'єктові природно заповідного фонду Постановою Ради Міністрів УРСР від 29.01.1960 року № 105. Установа, землекористувач або землевласник, у віданні якої перебуває заповідний об'єкт,— Козачанське СПТУ № 37.

## Історія
Закладений у XVII ст. (один з найстаріших парків України). У XVIII ст. садиба належала князям Голіциним. Спочатку це був ботанічний сад з розсадником екзотичних рослин, оранжереями декоративних рослин, гідротехнічними спорудами для розведення риби. Починаючи з 80-х рр. XIX ст. було створено другу частину парку, завезено близько 80 видів дерев, споруджено ставки, штучні острови. У центральній частині парку був збудований палац у псевдоготичному стилі, поряд з яким був фонтан, неподалік фонтану на насипному пагорбі — парнас, була альтанка, а в глибині парку — фамільний склеп. Територія парку та двору була оточена цегляним парканом. У цьому маєтку князя Голіцина з 1797 по 1801 жив і навчав численних дітей родини відомий поет-байкар І. А. Крилов. Тут він писав байки, займався перекладами грецьких байок. Після приїзду з Козацького та публікації першої збірки він став відомим та шанованим письменником. У 1829 році князь Григорій Олександрович Голіцин, продав резиденцію таємному раднику Івану Івановичу Фундуклею з селами Княжею та Топильною. Згодом маєтності перейшли у власність онуки Голіцина, княгині Т. Г. Куракіної, вона була останньою власницею маєтку. 
Нині ні палацу, ні альтанки з фамільним склепом не існує. Зараз залишились будинок управляючого, збудований у поєднанні архітектури класицизму та народної архітектури, будинок канцелярії, збудований у псевдоготичному стилі та інші господарські споруди.

## Галерея

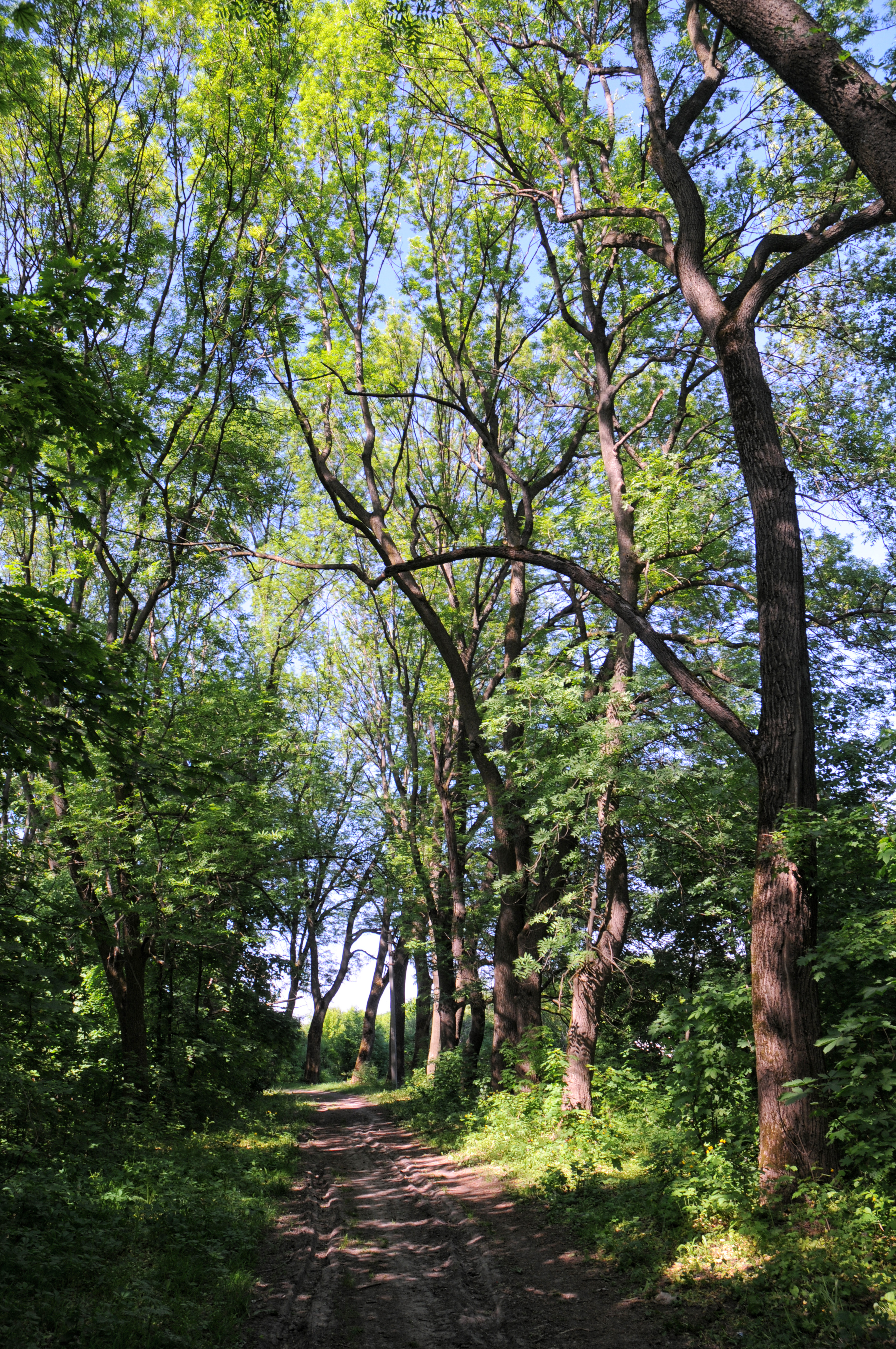
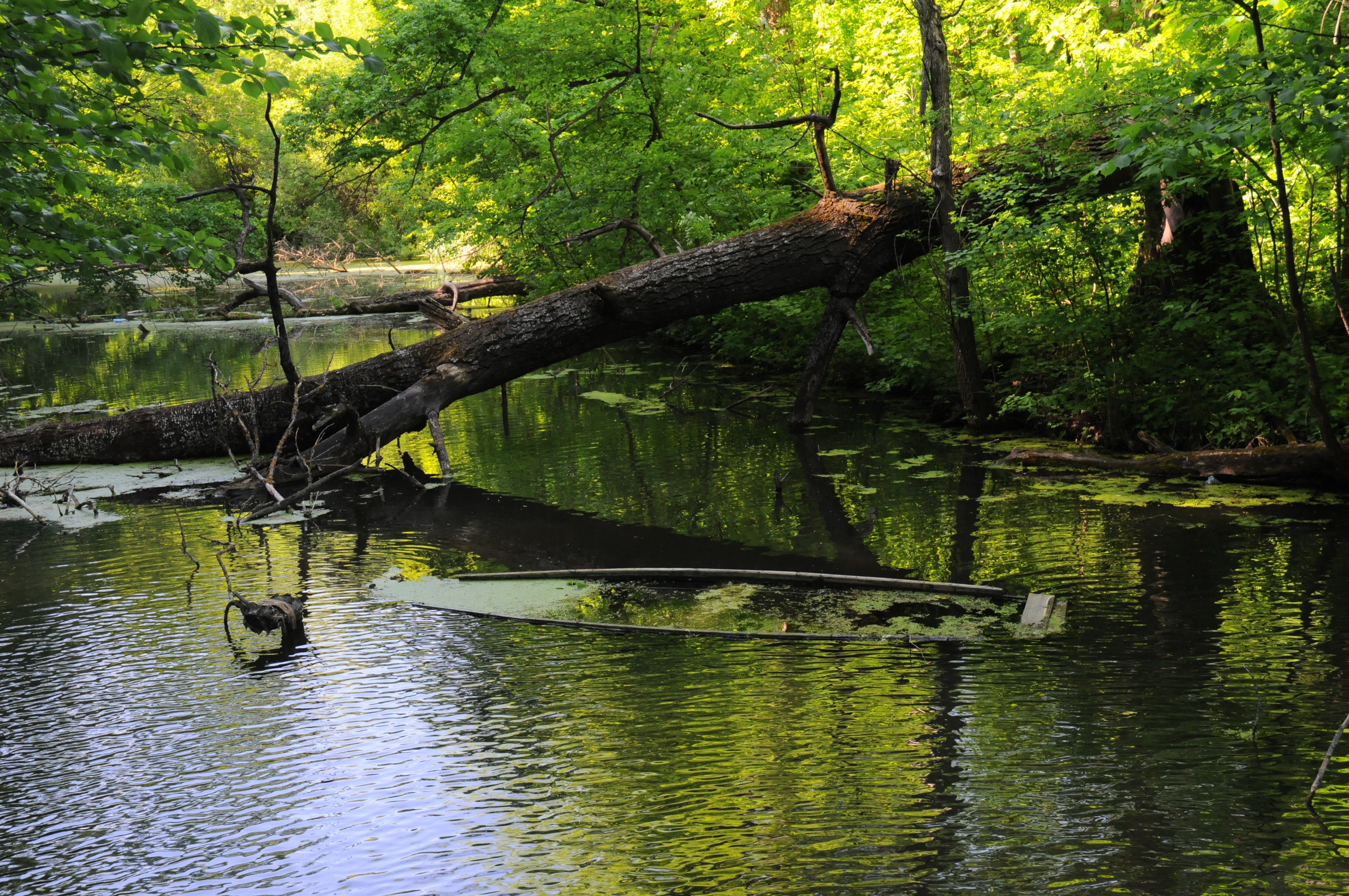
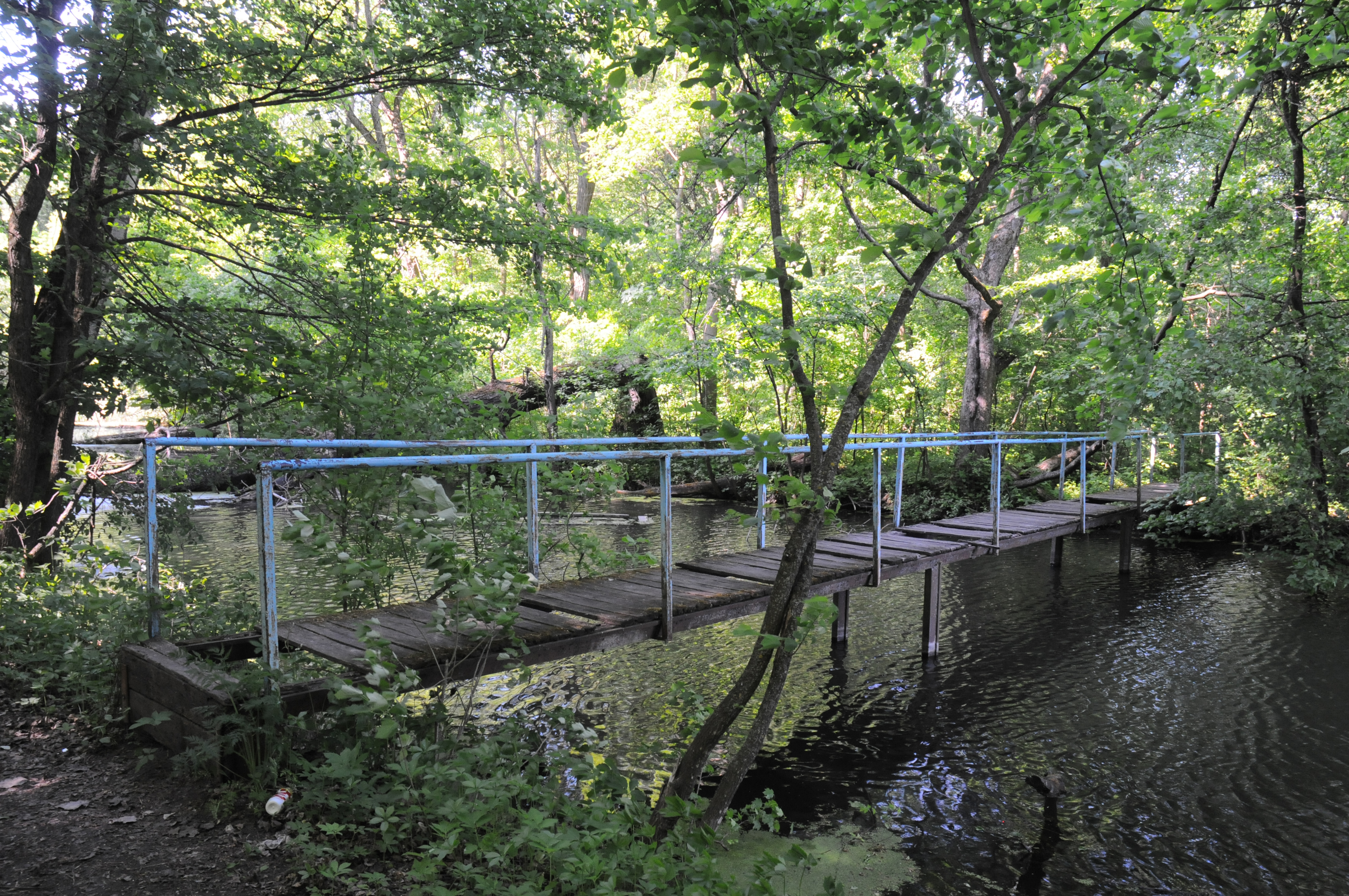

## Характеристика парку

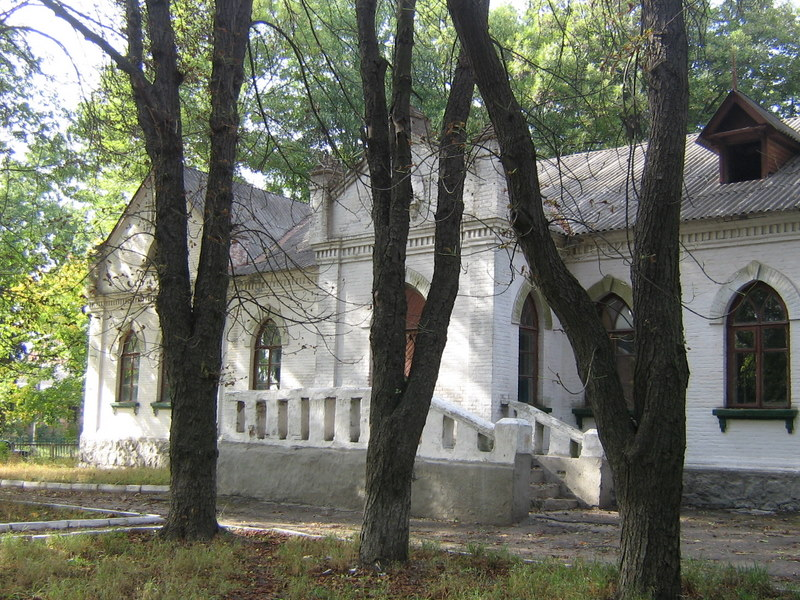
один з будинків княгині Куракіної

Сучасний парк розташований на схилах балок, перепад висот до 22 м. У парку є два ставки. Налічується 45 видів деревних рослин. Переважає ясен звичайний. Частину площ займають плодові сади. Є ясенево-кленова алея та захисна смуга з сосни звичайної. Збереглися вікові дерева ялини звичайної, сосни чорної, липи серцелистої, тополі білої, дуб Крилова віком до 200 років. Зараз парк у значній мірі заростає аборигенною рослинністю.
Парк умовно можна поділити на 2 частини — південно-західний (регулярний напрям паркового будівництва) та північно-східний (ландшафтний). Високі естетичні якості парку зумовлені віковими насадженнями листяних і хвойних порід, а також особливим плануванням рельєфу, наявністю ставків. Парк поєднує європейські класичні та національні традиції.